# Operculina grandiflora
Operculina grandiflora là một loài thực vật có hoa trong họ Bìm bìm. Loài này được (Jacq.) House mô tả khoa học đầu tiên năm 1909.